# Jungermannia atrovirens
Jungermannia atrovirens là một loài rêu tản trong họ Jungermanniaceae. Loài này được Dumort. miêu tả khoa học lần đầu tiên năm 1831.